# Кнюлльвальд
Кнюлльвальд (нім. Knüllwald) — громада в Німеччині, знаходиться в землі Гессен. Підпорядковується адміністративному округу Кассель. Входить до складу району Швальм-Едер.
Площа — 100,68 км2. Населення становить 4377 ос. (станом на 31 грудня 2020).